# BASF Plant Science
 BASF Plant Science  est une filiale  du groupe chimique allemand BASF spécialisée dans les activités de biotechnologie végétale.
Le siège de la société se répartit entre le « BASF Agrarzentrum» de Limburgerhof (Allemagne) et le centre de « Research Triangle Park » en Caroline du Nord (États-Unis). Dans ces deux sites, BASF Plant Science travaille à créer des semences génétiquement modifiées par ingénierie génétique  pour améliorer la productivité des plantes et pour étendre leurs utilisations possibles comme ressources renouvelables.

## Activités
BASF Plant Science GmbH, fondée en 1998, emploie environ 700 personnes dans le monde et dispose de huit sites principaux.
La société a pour objectif d'améliorer, par des techniques de génie génétique, les plantes de grande culture et de grande importance économique telles que le maïs, le soja, le coton, le colza, la canne à sucre, la betterave sucrière et la pomme de terre afin d'en augmenter le rendement et la valeur nutritionnelle, et de favoriser leur utilisation comme ressources renouvelables.

## Produits
BASF Plant Science a déjà mis au point divers produits, dont Cultivance et NutriDense.  
« Cultivance » est une variété de soja résistant aux herbicide, qui a reçu l'autorisation de production  au Brésil en 2010.
Sa commercialisation est réalisée par une société brésilienne, Embrapa.
« NutriDense » est une variété de maïs à haute valeur nutritionnelle destiné à l'alimentation animale, notamment dans l'élevage des porcs, des volailles et des vaches laitières
Elle a également obtenu de la Commission européenne le 2 mars 2010 l'autorisation de cultiver et commercialiser une variété de pomme de terre féculière transgénique appelée 'Amflora'.